# Gevelsberg
Gevelsberg è una città di 30 669 abitanti della Renania Settentrionale-Vestfalia, in Germania.
Appartiene al distretto governativo (Regierungsbezirk) di Arnsberg ed al circondario (Kreis) dell'Ennepe-Ruhr (targa EN).
Gevelsberg si fregia del titolo di "Media città di circondario" (Mittlere kreisangehörige Stadt).

## Amministrazione

### Gemellaggi
- Butera